# Chaume (Fluss)
Die Chaume ist ein kleiner Fluss in Frankreich, der in der Region Nouvelle-Aquitaine verläuft. Sie entspringt im nordwestlichen Gemeindegebiet von Saint-Agnant-de-Versillat, entwässert mit einem Bogen über Nord generell nach Westen, bildet dabei mehrere Stauseen und mündet schließlich nach rund 16 Kilometern an der Gemeindegrenze von Saint-Sulpice-les-Feuilles und Mailhac-sur-Benaize als rechter Nebenfluss in die Benaize. In seinem Mittelteil quert die Chaume die Autobahn A20, in seinem gesamten Verlauf passiert er die Départements Creuse und Haute-Vienne.

## Orte am Fluss
(Reihenfolge in Fließrichtung)
- Les Sauvages, Gemeinde Saint-Agnant-de-Versillat
- Chantagrue, Gemeinde Azerables
- La Combe, Gemeinde Vareilles
- La Chaume, Gemeinde Azerables
- La Bardon, Gemeinde Saint-Sulpice-les-Feuilles
- Chez Redon, Gemeinde Les Grands-Chézeaux
- Lavaupot, Gemeinde Saint-Sulpice-les-Feuilles
- Les Masgrimands, Gemeinde Mailhac-sur-Benaize